# Ardeuil-et-Montfauxelles
Ardeuil-et-Montfauxelles är en kommun i departementet Ardennes i regionen Grand Est (tidigare regionen Champagne-Ardenne) i nordöstra Frankrike. Kommunen ligger  i kantonen Monthois som ligger i arrondissementet Vouziers. År 2022 hade Ardeuil-et-Montfauxelles 79 invånare.

## Befolkningsutveckling
Antalet invånare i kommunen Ardeuil-et-Montfauxelles
Referens: INSEE